# 天地日報
天地日報（てんちにっぽう、천지일보）は、大韓民国の日刊全国紙。 2009年9月1日創刊。すべての分野を網羅しているが、特に文化や宗教に力を入れている。論調は中道改革を標榜しており、インターネット新聞「ニュース天地」を運営している。天地日報は韓国言論振興財団に日刊紙として登載されている。韓国ABC協会によると、2010年の定期購読者数は、7399人。
宗教団体「新天地」との関連が指摘されている(後述)。

## 標語
天地日報は以下の標語を掲げている。
- 意識を覚醒させる政論紙
- 和合と共存の礎
- 創造的グリーンメディア
- 文化強国指向

## 「新天地」との関係
天地日報の出版業者が新興宗教「新天地イエス教証しの幕屋聖殿(新天地)」の信徒であるため、新天地の機関紙ではないかと指摘されている。天地日報が「独島(竹島の韓国名)愛国コンサート」を主催した際に、この問題が表面化し天地日報側が問題を提起した団体を提訴した。しかし、裁判所は、「天地日報が新天地の機関紙であると信ずるにつき、相当の理由がある。」という判決を下した。「原告の出版業者が新天地であることや、新天地関連の記事が多く掲載されていたこと、新天地脱退の経験談などが一致すること」などが判決の理由である。
しかし、天地日報側は、代表が新天地信者なのは事実であるが、天地日報は全国総合日刊紙であり、政治、社会、経済、国際など全ての分野を取り扱うが、その中でも宗教的なニュースに重点を置いており、新天地は宗教界において大きな位置を占めることから、宗教の記事の中で、新天地の割合が高いのは当然だと主張している。また、汝矣島純福音教会系の国民日報が、天地日報は新天地の機関紙であると報道していることに対して批判している。
一般的には、天地日報は新天地の機関紙であるとみなされている。